# Dora Richter
Dora Richter (Boží Dar, 16 april 1891 – Allersberg, 26 april 1966), geboren als Rudolph Richter en na 1934 bekend als Dora Rudolfa Richterova of Dora Rudolfine Richter, was de eerste persoon die een vaginoplastiek met goed gevolg doorstond.

## Vroege leven
Richter werd in 1891 geboren in het huidige Tsjechië, in Seifen, een deelgemeente van Boží Dar, en katholiek gedoopt. Haar vader, Josef Richter (1862-1931), was muzikant. Hij trouwde in 1890 met Antonia Kraus (1867-1938), Richters moeder. Toen Dora geboren werd, had zij al een oudere broer. Na haar zouden nog vijf kinderen volgen. Haar familie wordt wel omschreven als 'een arme boerenfamilie'. Zij ervoer waarschijnlijk al op jonge leeftijd genderdysforie, daar zij op zesjarige leeftijd probeerde een castratie en penectomie uit te voeren op haarzelf met behulp van een tourniquet.
In 1916 werd Richter opgeroepen voor militaire dienst, maar na twee weken verliet ze het leger weer en keerde ze terug naar haar geboortedorp. In 1923 vertrok ze naar Berlijn, naar het Institut für Sexualwissenschaft van Magnus Hirschfeld. Het instituut, dat op dat moment vier jaar bestond, bood ondersteuning en hulp aan mensen die transgender of homoseksueel waren en nam haar aan als werkster en keukenhulp.

## Invloed van het Instituut

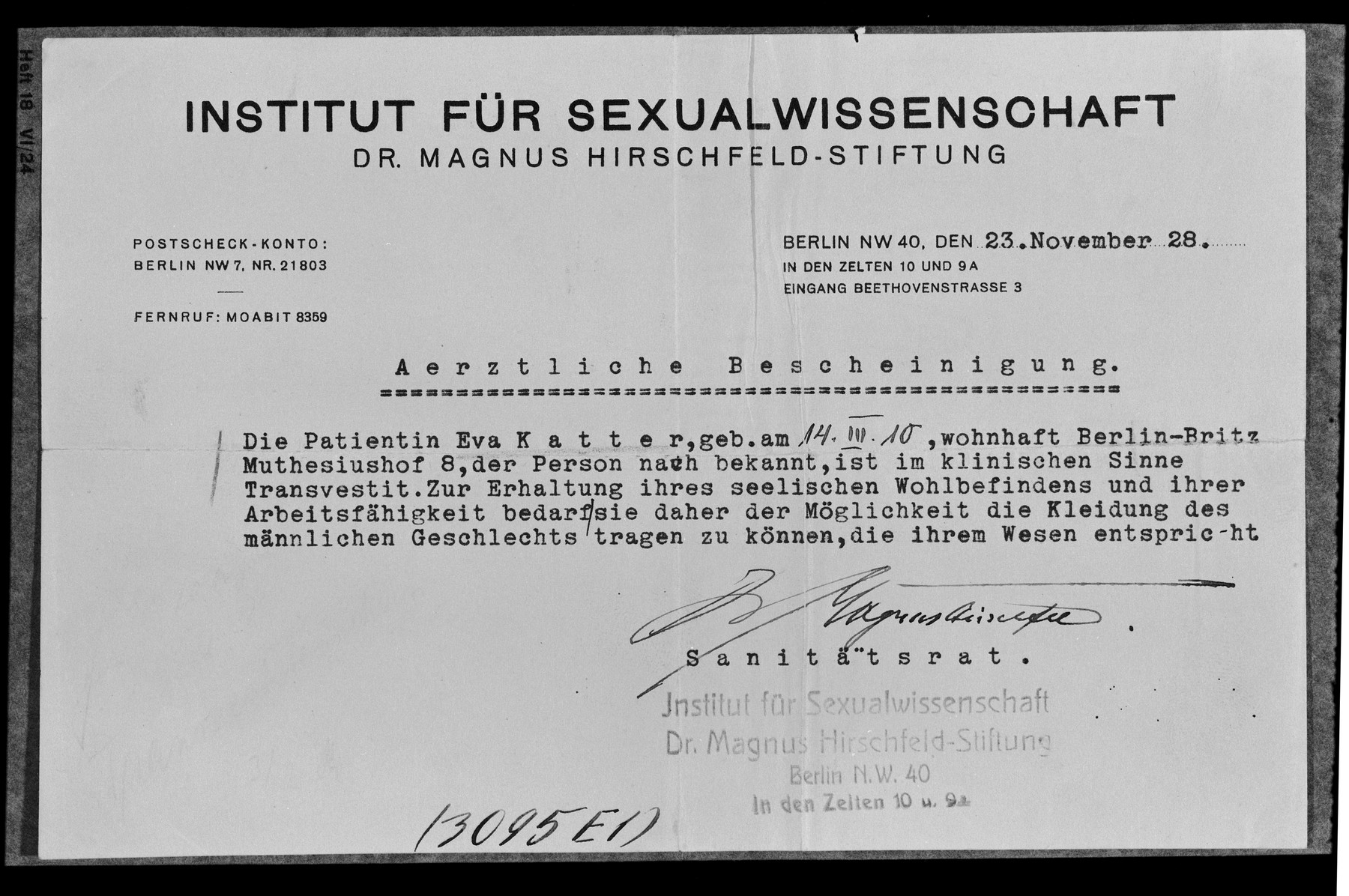
Een Transvestitenschein

Waarschijnlijk hielp het Instituut haar al snel aan een Transvestitenschein, een pas waarmee zij – met minder gevaar op arrestaties en andere gevolgen, aangezien travestie illegaal was – vrouwelijke kleding kon dragen. Eveneens gesteund door het instituut deed zij in 1925 een verzoek voor het verkrijgen van twee identiteitsbewijzen van de Tsjechische ambassade in Berlijn, één op naam van Dora Richter en één op naam van Rudolph Richter. Het eerste bewijs wilde ze gebruiken voor Duitsland, het andere bewijs voor wanneer ze naar Tsjechië zou afreizen, omdat haar ouders niet wisten dat zij in Berlijn als Dora leefde. Het Instituut gaf aan dat zij intersekse zou zijn en bij afzien van behandeling een gevaar op suïcide zou bestaan. Het is goed mogelijk dat het Instituut op die manier probeerde mensen tot grotere acceptatie van wat Hirschfeld in die tijd nog omschrijft als 'travestie' te bewegen; deze omschrijving kwam namelijk bij veel van dergelijke aanvragen en papieren voor. De ambassade wist echter niet wat zij met de aanvraag aan moest en legde deze voor aan de regering van Tsjecho-Slowakije die het verzoek weigerde, omdat Richter wettelijk nog niet van naam veranderd was.
Richter zou in 1921 haar eerste operatie ondergaan, een castratie. In 1931 volgde nog een tweede operatie, waarbij haar penis verwijderd werd en een kunstmatige vagina werd gemaakt. Het was het eerste aan ons overgeleverde voorbeeld van een vaginoplastiek. Bij de verschillende ingrepen waren doctoren Erwin Gohrbandt en Ludwig Levy-Lenz.

### Invloed van Dora
Volgens medisch historicus Rainer Herrn is de invloed van Dora op het denken van Hirschfeld aanzienlijk. In eerste instantie zag hij travestie als een erotisch verkleedpartijtje. In het contact met Dora, die hij 'Doortje' noemde, begon hij zich echter te beseffen dat genderdysforie bij sommige personen zo heftig was, dat zij verlangden naar medisch ingrijpen.

## Leven na het Instituut
De situatie rondom het Instituut werd gedurende de jaren steeds nijpender. In 1933 kwamen de nazi's aan de macht en in datzelfde jaar volgden boekverbrandingen, waarbij het overgrote deel van de geschriften en onderzoeken van het Instituut ook vernietigd werden. Hirschfeld was al eerder, in 1930 vertrokken op een internationale lezingentour en besloot niet meer terug te keren naar Duitsland. Voor hij vertrok, probeerde hij Richter nog onder te brengen als huishoudster bij een stel in Denemarken, maar het stel zag hier uiteindelijk toch vanaf.

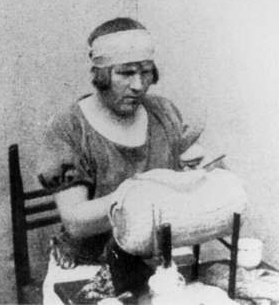
Dora Richter bezig met kantklossen

In februari 1934 veranderde Richter haar naam naar Dora Rudolfine Richter, wat in 1946 ingeschreven werd in het doopboek van Seifen en in datzelfde jaar werkte ze als huishoudelijke hulp. Tussen 1934 en 1939 verhuisde ze naar haar geboortedorp, waar ze werkte als kantklosster. Dit werk bleef zij in ieder geval doen tot zij, net als vele inwoners van Seifen, in 1946 moest vertrekken. Ze ging naar Allersberg, waar ze 20 jaar woonde, aan het eind van haar leven in een verpleeghuis. Ze stierf op 26 april 1966 en is begraven in Allersberg.

Dat Dora de oorlog overleefde, ondanks de vervolging van lhbti+'ers die de nazi's doorvoerden, is pas recent bekend. Tot 2024 werd wel aangenomen dat er grote mogelijkheid was dat zij gedood was, wellicht tijdens de boekverbrandingen.